# Пачука
Пачука (на испански: Pachuca) е столицата на централния щат Идалго в Мексико. Пачука е с население от 96 538 жители (2005) и е разположен на 2426 м надморска височина. Пачука е известен с репутацията си на града в който се е зародил футболът в Мексико. Футболът е пренесен в града от миньори от Корнуол, Уелс,които дошли тук да работят в мините за сребро.

## Побратимени градове
- Камборн, Англия
- Литъл Рок, Арканзас, САЩ
- Харисбърг, Пенсилвания, САЩ